# (200200) 1999 RY234
(200200) 1999 RY234 es un asteroide perteneciente al cinturón de asteroides, descubierto el 8 de septiembre de 1999 por el equipo del Catalina Sky Survey desde el Catalina Sky Survey, Arizona, Estados Unidos.

## Designación y nombre
Designado provisionalmente como 1999 RY234.

## Características orbitales
1999 RY234 está situado a una distancia media del Sol de 2,557 ua, pudiendo alejarse hasta 3,306 ua y acercarse hasta 1,808 ua. Su excentricidad es 0,292 y la inclinación orbital 4,971 grados. Emplea 1493,68 días en completar una órbita alrededor del Sol.

## Características físicas
La magnitud absoluta de 1999 RY234 es 16,7.